# Doziméter

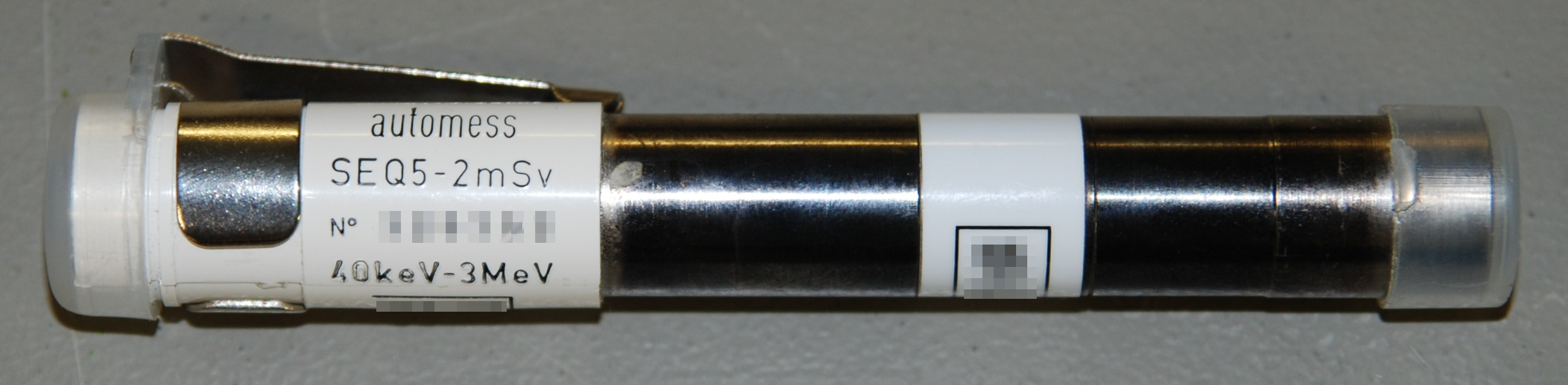
Közvetlenül leolvasható doziméter

A doziméter (dózismérő) arra szolgál, hogy az ionizáló sugárzás teljes intenzitását hosszabb időtartamon át regisztrálja.
A személyi sugárvédelemben és a technikai mérésekben alkalmazzák. Léteznek más doziméterek is, melyek az erős zaj, ultraibolya sugárzás vagy az elektromágneses tér hosszú ideig tartó hatását regisztrálják.  
Az ionizáló sugárzás: röntgen-sugárzás, alfa-sugárzás, béta-sugárzás és gamma-sugárzás közvetlenül érzékszervvel nem észlelhető, azonban még igen kis adagok kumulatív hatása veszélyes lehet különösen azok számára, akik olyan munkahelyen dolgoznak, ahol ez a károsodás felléphet. Az egészségügyi előírások tartalmazzák a megengedett összes sugármennyiséget. A személyes doziméterek ezt az értéket rögzítik és meghatározott időközökben lehetővé teszik ellenőrzésüket.

## Képek

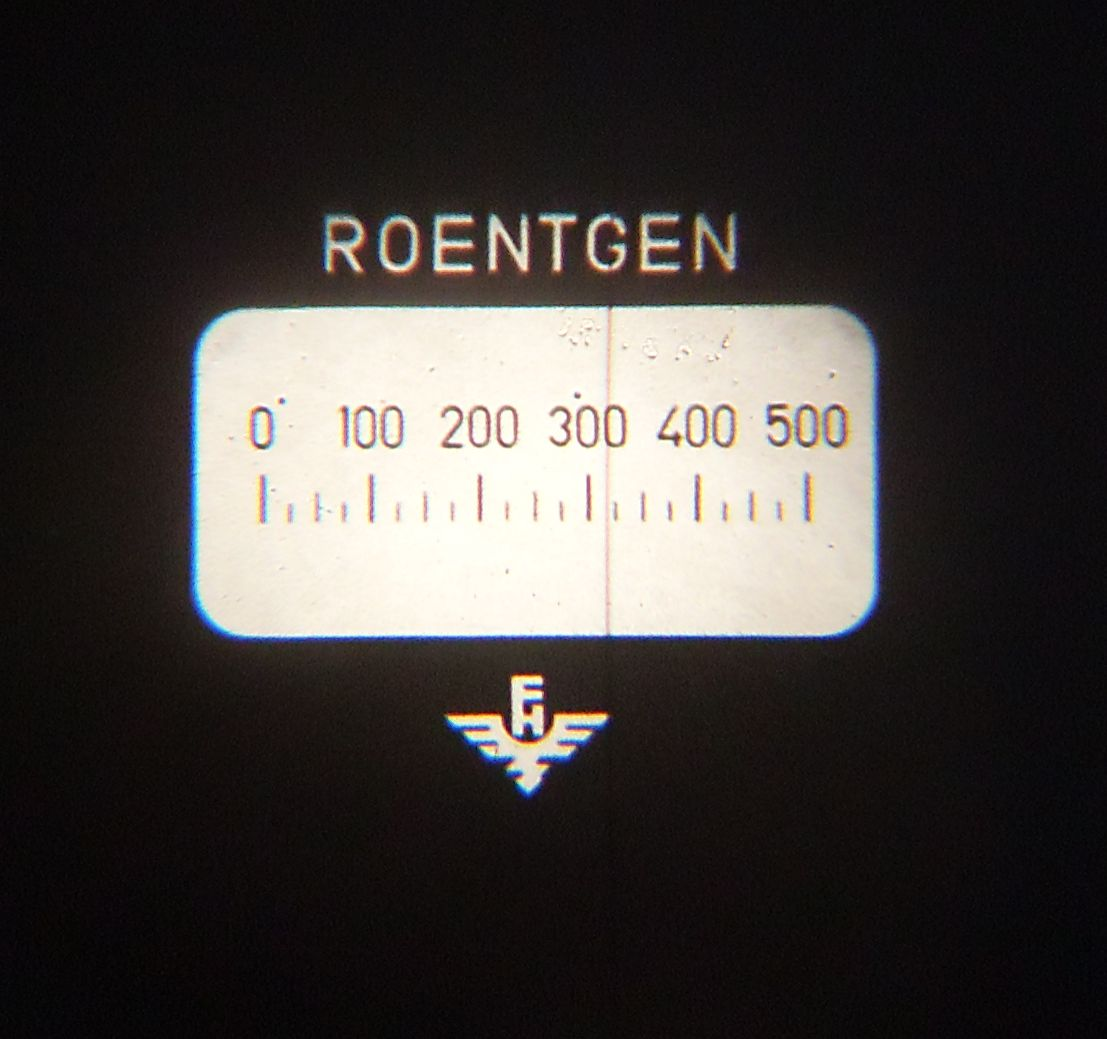
A fenti képen látható doziméter leolvasása
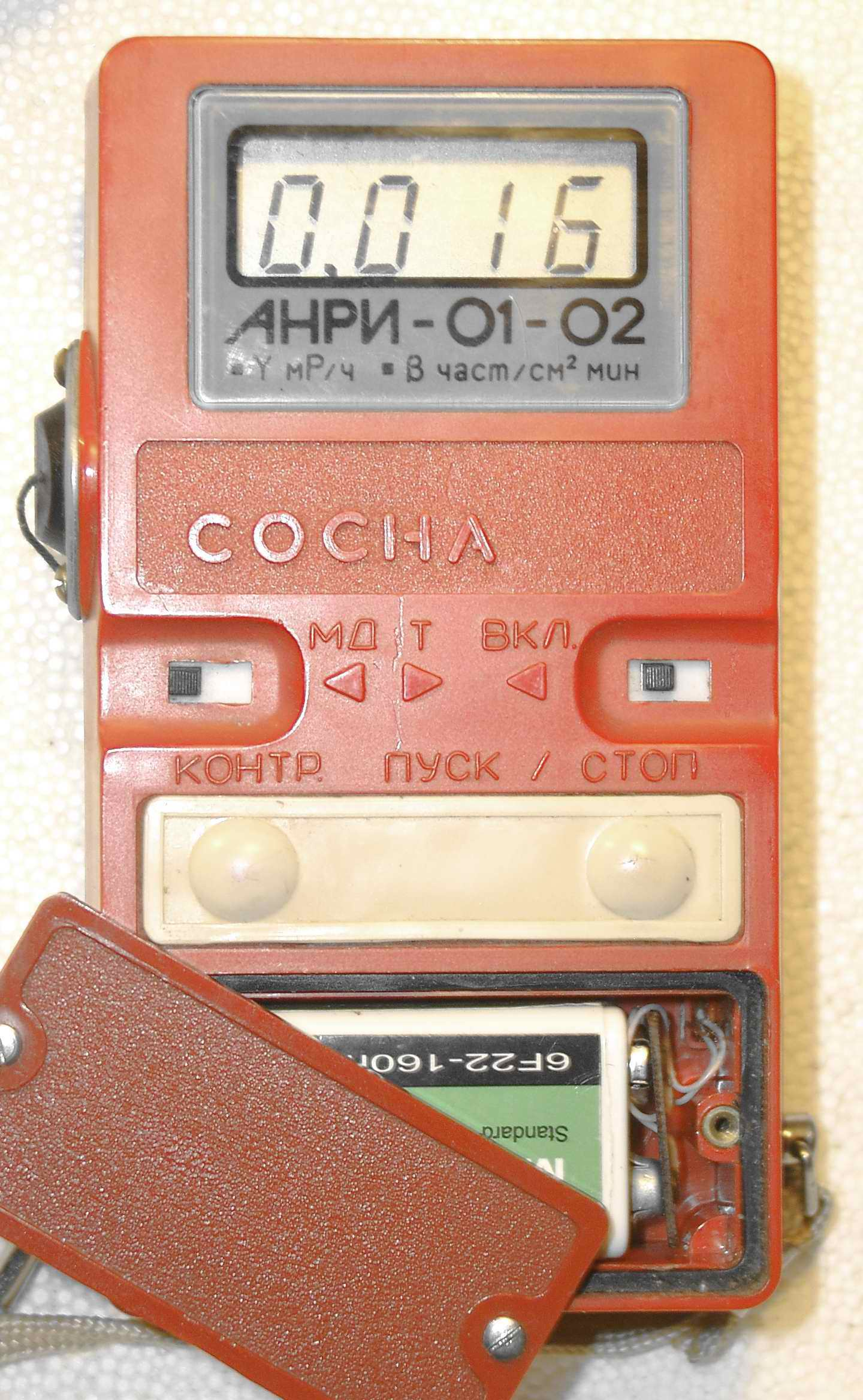
Orosz Szoszna doziméter (Elölnézet)
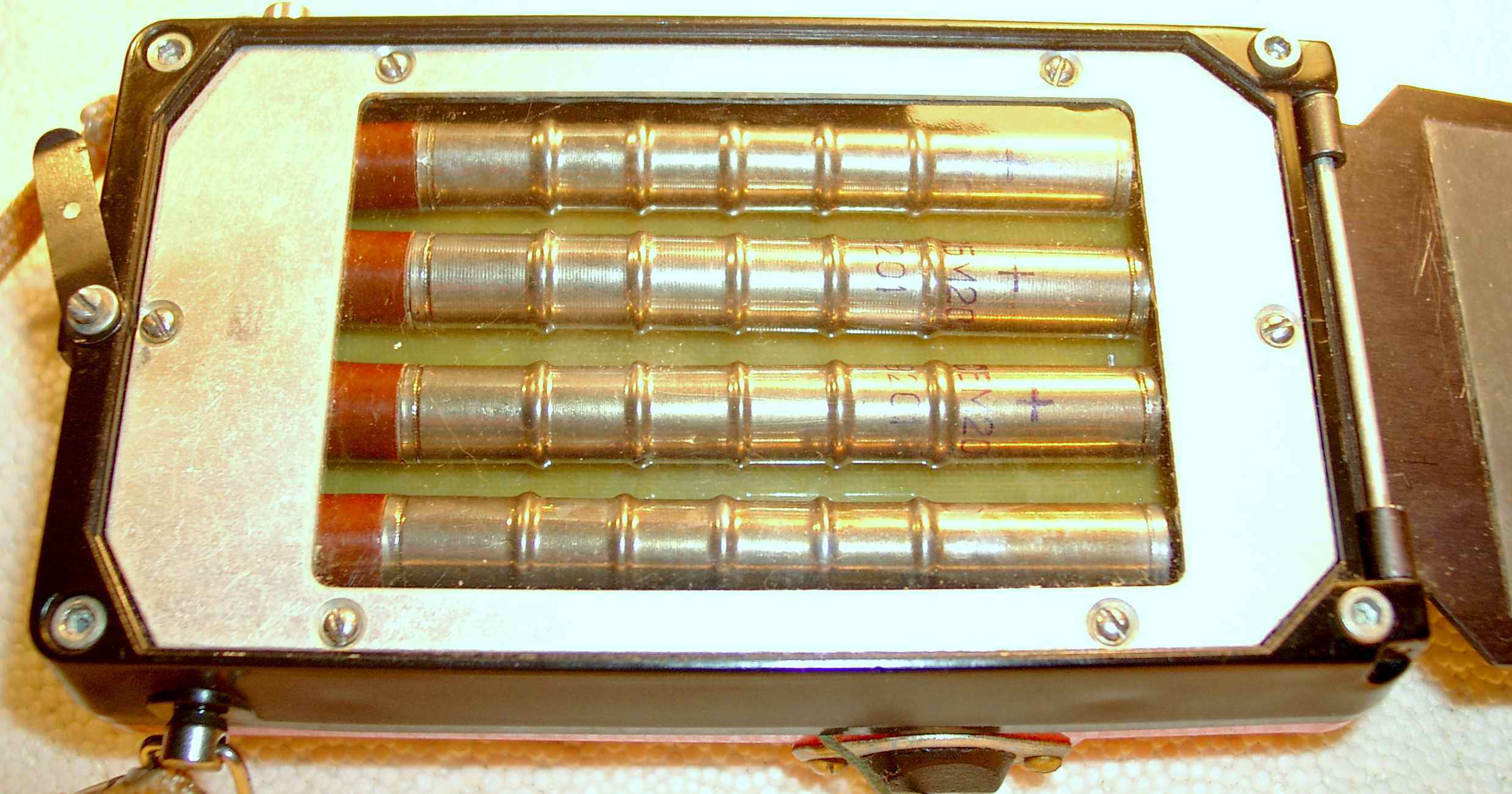
Orosz Szoszna doziméter (Hátulnézet)

## Külső hivatkozások
- Doziméterek fényképes listája